# NGC 3430
NGC 3430 (również PGC 32614 lub UGC 5982) – galaktyka spiralna z poprzeczką (SBc), znajdująca się w gwiazdozbiorze Małego Lwa. Odkrył ją William Herschel 7 grudnia 1785 roku.

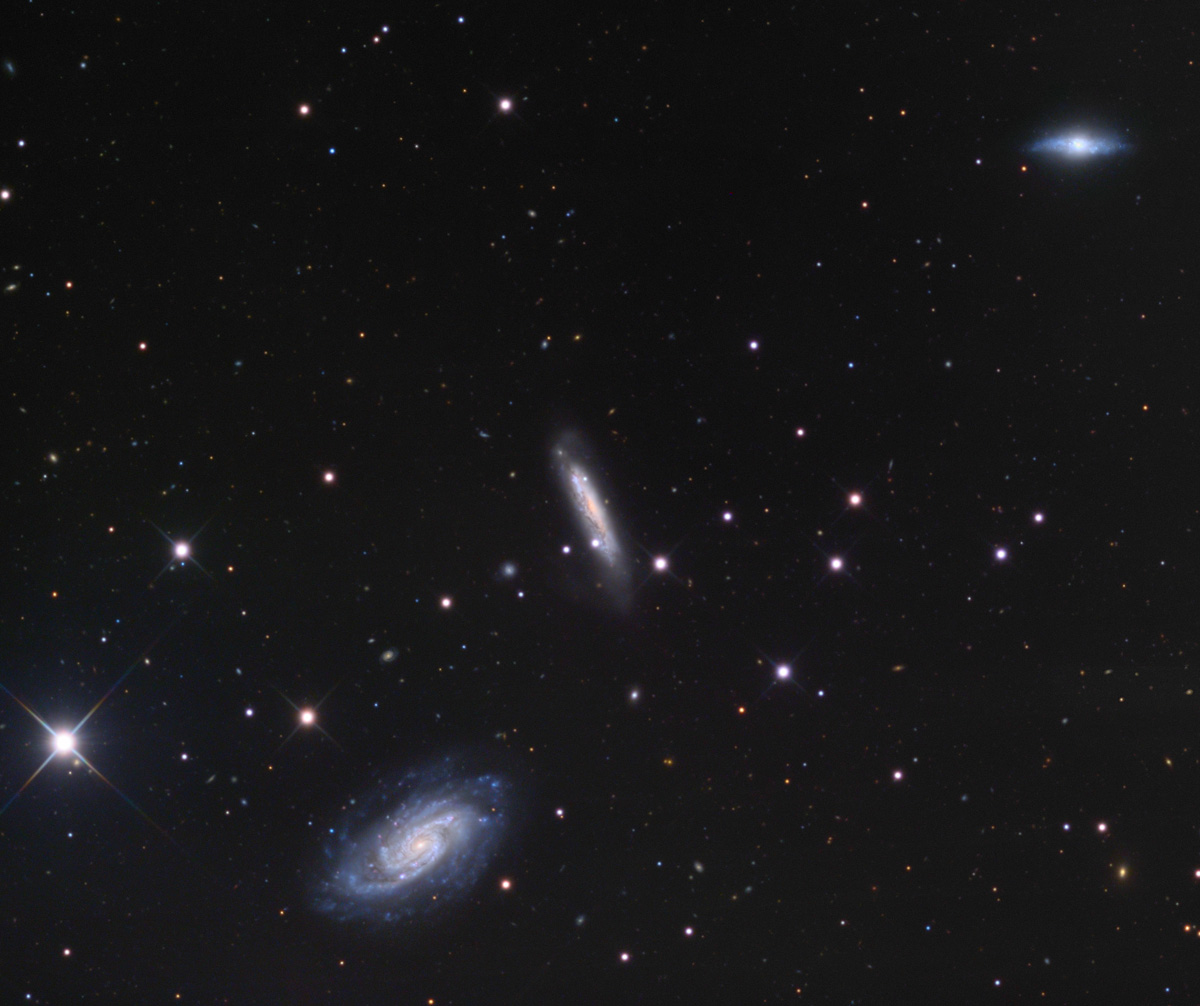
NGC 3430 (na dole), w centrum galaktyka NGC 3424 (Mount Lemmon SkyCenter)

W galaktyce tej zaobserwowano supernową SN 2004ez.